# Earl Holliman
Henry Earl Holliman (Delhi, 11 september 1928 – Los Angeles, 25 november 2024) was een Amerikaans acteur.

## Biografie
Holliman werd geboren op 11 september 1928 in Delhi (Louisiana) als zoon van Mary Smith en William A. Frost. Zijn vader stierf zes maanden voor zijn geboorte en zijn moeder gaf hem op voor adoptie. Een week na zijn geboorte werd hij geadopteerd door Henry Holliman en zijn vrouw Velma, die hem de naam Henry Earl Holliman gaven. Tijdens de Tweede Wereldoorlog loog hij over zijn leeftijd om te dienen bij de United States Navy. Toen zijn bedrog een jaar later werd ontdekt, werd hij uit het leger gezet. Vervolgens liep hij school aan diverse onderwijsinstellingen en studeerde in 1946 af aan de Oil City High School in Oil City. Daarna nam hij opnieuw dienst bij de Navy en werd hij gestationeerd in Norfolk (Virginia). Nadat hij de Navy definitief vaarwel had gezegd, behaalde hij een diploma aan de Universiteit van Californië - Los Angeles.

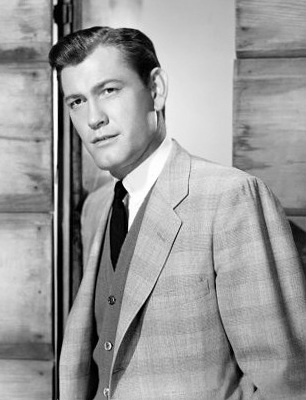
Holliman in de jaren vijftig

Zijn filmcarrière begon in 1953 met kleine rollen in Scared Stiff en The Girls of Pleasure Island. Daarna was hij ook te zien in films als Broken Lance (1954), The Bridges at Toko-Ri (1954), The Big Combo (1955), Forbidden Planet (1956), Giant (1956), The Rainmaker (1956), Gunfight at the O.K. Corral (1957), Don't Go Near the Water (1957), The Trap (1959), Last Train from Gun Hill (1959), Visit to a Small Planet (1960), Armored Command (1961), The Sons of Katie Elder (1965), Lo sbarco di Anzio (1968), The Desperate Mission (1969), The Biscuit Eater (1972), The Solitary Man (1979), Sharky's Machine (1981) en Gunsmoke: Return to Dodge (1987).
Voor zijn rol in The Rainmaker met Katharine Hepburn en Burt Lancaster, waarin hij de verlegen zoon van een rancher speelt die uiteindelijk de confrontatie met zijn broer moet aangaan om zelfrespect te krijgen, won hij de Golden Globe Award voor "Beste mannelijke bijrol".

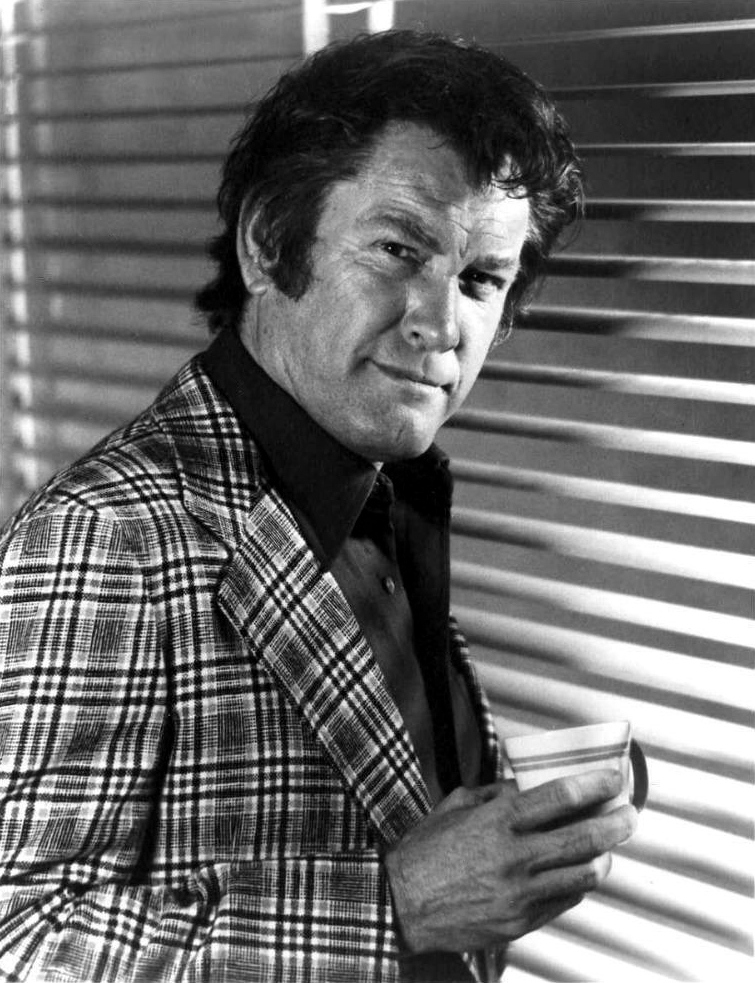
Holliman als Bill Crowley in Police Woman

Op televisie speelde hij vanaf eind jaren vijftig een hoofdrol in de westernseries Hotel de Paree en Wide Country. Begin jaren zeventig speelde hij twee keer een gastrol in de komische westernserie Alias Smith and Jones, maar hij is vooral bekend van zijn vaste rol als Bill Crowley in de politieserie Police Woman (1974–1978) met Angie Dickinson. Holliman bleef in de jaren zeventig tot en met de jaren negentig gastrollen spelen op televisie. Zijn meest opvallende rol in deze periode was in de succesvolle miniserie The Thorn Birds met Richard Chamberlain en Rachel Ward. Hij speelde ook in de Gunsmoke-reüniefilm Gunsmoke: Return to Dodge (1987), nadat hij tussen 1969 en 1973 drie keer een gastrol had gespeeld in de Gunsmoke-televisieserie.
Van de jaren zestig tot begin jaren tachtig speelde hij in het theater in diverse toneelstukken en musicals, waaronder een revival van A Streetcar Named Desire in 1973 en een productie van de musical A Chorus Line in 1977.
Van 1958 tot 1963 trad Earl Holliman ook op als zanger en had hij een platencontract bij gerenommeerde studio's zoals Capitol Records, Prep en HiFi.  In 1960 woonde hij een tijdlang in Parijs.
Holliman stierf op 25 november 2024 in zijn huis in Studio City, een wijk van Los Angeles, op 96-jarige leeftijd.